# 张龄丰
张龄丰，安徽安庆人，是一名清朝政治人物。
张龄丰曾于1750年接替郝本茂任青浦县知县一职，1750年由刘耀珪接任。